# Microlepia hainanensis
Microlepia hainanensis là một loài thực vật có mạch trong họ Dennstaedtiaceae. Loài này được Ching miêu tả khoa học đầu tiên năm 1959.